# Oak Park (ligne verte du métro de Chicago)
Pour les articles homonymes, voir Oak Park.
Ne doit pas être confondu avec Oak Park (ligne bleue du métro de Chicago).
Oak Park est une station de la ligne verte du métro de Chicago. Elle se situe à proximité du Frank Lloyd Wright Home and Studio dans la commune de Oak Park en banlieue ouest de Chicago.

## Description
La première station Oak Park fut construite par la Lake Street Elevated en 1901 dans le cadre de l'extension de la Lake Branch le long de South Boulevard à Oak Park. 
En 1962, Oak Park, jusqu'alors au niveau de surface, fut surélevée sur un remblai et l'entrée principale fut reconstruite en profitant du petit espace le long de la voirie pour y inclure la salle des guichets et un mobilier fonctionnel. 
Elle se trouve au croisement de Oak Park Drive et de South Boulevard. 
Lors de la fermeture en 1994 de la ligne verte, la Chicago Transit Authority (CTA) prévoyait la fermeture définitive de Oak Park mais vu les pressions politiques et les réclamations des riverains, elle fut maintenue sans être modifiée lors de la réouverture de la ligne le 12 mai 1996. 
Lors de sa réouverture, le comité de résidents handicapés de Oak Park a fortement protesté car la station Oak Park est, avec les autres stations traversant la commune de Oak Park, une des rares stations de la ligne verte inaccessibles aux personnes handicapées. 
530.042 passagers y ont transité en 2008.

## Les correspondances avec le bus
Avec les bus de la Chicago Transit Authority :
- #N20 Madison (Owl Service - Service de nuit)

Avec les Bus Pace :
- #309 Lake Street
- #311 Oak Park Avenue
- #313 St. Charles Road

## Dessertes
| Nord/Ouest             |  |             |  | Sud/Est                                     |
| ---------------------- |  | ----------- |  | ------------------------------------------- |
| Harlem/Lake (terminus) |  | ligne verte |  | Ridgeland vers Ashland/63rd / Cottage Grove |
| modifier sur Wikidata  |  |             |  |                                             |